# Zinho (calciatore 2003)
Luis Henrique Hoffmann, noto con lo pseudonimo Zinho (Lajeado, 9 maggio 2003), è un calciatore brasiliano, centrocampista del Portimonense.

## Carriera
Zinho è entrato a far parte del settore giovanile del Grêmio nel 2014, all'età di dieci anni. Il 12 giugno 2021 ha rinnovato il contratto con il club fino al 2024.
Ha esordito in prima squadra il 18 febbraio 2023 nel Campeonato Gaúcho, sostituendo João Pedro nello 0-0 in trasferta contro il São Luiz. Il 14 marzo è stato definitivamente promosso alla squadra principale.
Ha esordito in Série A il 16 aprile 2023, partendo titolare nella vittoria casalinga per 1-0 contro il Santos.
Nel settembre del 2023 è stato prestato alla Portimonense, club della prima divisione portoghese.

## Statistiche

### Presenze e reti nei club
Statistiche aggiornate al 27 settembre 2023.
| Stagione        | Squadra         | Campionato      | Campionato | Campionato | Coppe nazionali | Coppe nazionali | Coppe nazionali | Coppe continentali | Coppe continentali | Coppe continentali | Altre coppe | Altre coppe | Altre coppe | Totale | Totale | Totale |
| Stagione        | Squadra         | Comp            | Pres       | Reti       | Comp            | Pres            | Reti            | Comp               | Pres               | Reti               | Comp        | Pres        | Reti        | Pres   | Reti   |        |
| --------------- | --------------- | --------------- | ---------- | ---------- | --------------- | --------------- | --------------- | ------------------ | ------------------ | ------------------ | ----------- | ----------- | ----------- | ------ | ------ | ------ |
| 2023            | Grêmio          | PD/RS+A         | 5+7        | 0          | CB              | 5               | 0               |                    | -                  | -                  |             | -           | -           | 17     | 0      |        |
| 2023-2024       | Portimonense    | PL              | 12         | 0          | CP+CdL          | 0               | 0               |                    | -                  | -                  |             | -           | -           | 12     | 0      |        |
| Totale carriera | Totale carriera | Totale carriera | 24         | 0          |                 | 5               | 0               |                    | -                  | -                  |             | -           | -           | 29     | 0      |        |

## Palmarès

### Club

#### Competizioni statali
- Campionato Gaúcho: 1

Grêmio: 2023